# Fadime Örgü

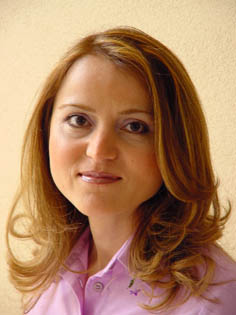
Fadime Örgü (2006)

Fadime Örgü (* 15. März 1968 in Karaman, Türkei) ist eine niederländische Politikerin türkischer Herkunft. Vom 30. Januar 2003 bis zum 22. November 2006 war sie Abgeordnete der Volkspartij voor Vrijheid en Democratie (VVD) im niederländischen Parlament. Zuvor war sie bereits vom 19. Mai 1998 bis zum 23. Mai 2002 Abgeordnete gewesen.
Fadime Örgü kam im Alter von vier Jahren als Tochter eines Arbeiters aus der Türkei in die Niederlande. Sie besuchte zwischen 1988 und 1994 einen HBO-Kurs in Deutsch und Englisch in Rotterdam und an der Universität Kiel. Im Januar 2006 schloss Örgü ihr Studium in Linguistik an der Universität Tilburg ab.
Für die VVD war sie Sprecherin für Medienpolitik. Darüber hinaus beschäftigte sie sich mit Jugendlichen, einschließlich Kinderbetreuung, sowie Tourismus.
Am 26. August 2006 ließ Örgü wissen, dass sie für die Parlamentswahlen 2006 nicht mehr kandidieren werde. Örgü sagte gegenüber Parteichef Mark Rutte, dass „sie auf eine andere Weise in öffentlichen Angelegenheiten unterstützend sein wird“.